# Liste der Monuments historiques in Margaux-Cantenac
Die Liste der Monuments historiques in Margaux-Cantenac führt die Monuments historiques in der französischen Gemeinde Margaux-Cantenac auf.

## Liste der Bauwerke
| Bezeichnung          | Beschreibung | Standort | Kennzeichnung | Schutzstatus | Datum | Bild           |
| -------------------- | ------------ | -------- | ------------- | ------------ | ----- | -------------- |
| Schloss Issan        |              | (Lage)   | PA00083506    | Inscrit      | 1970  | weitere Bilder |
| Kirche St-Didier     |              | (Lage)   | PA00083902    | Classé       | 1995  | weitere Bilder |
| Schloss Margaux      |              | (Lage)   | PA00083617    | Classé       | 1965  | weitere Bilder |
| Schloss Rauzan-Ségla |              | (Lage)   | PA33000150    | Inscrit      | 2011  |                |

## Liste der Objekte
- Monuments historiques (Objekte) in Cantenac in der Base Palissy des französischen Kultusministeriums
- Monuments historiques (Objekte) in Margaux in der Base Palissy des französischen Kultusministeriums